# 28 березня
28 березня — 87-й день року (88-й у високосні роки) у григоріанському календарі. До кінця року залишається 278 днів.

## Свята і пам'ятні дні

### Міжнародні
- День їжі на паличці.
- День бур'янів.

### Національні
- Сербія: День Конституції.
- Кабардіно-Балкарія: День відродження балкарського народу і відновлення балкарської державності.
- Тибет: День визволення тибетців від кріпосного рабства в КНР.
- Чехія,  Словаччина: День вчителя.
- Азербайджан: День співробітників органів національної безпеки.
- США: Національний день торта «Чорний ліс».
- Україна: день географа.

### Релігійні
Православні:
- Преподобного Іларіона Нового, ігумена Пелікітського.
- Преподобного Стефана Чудотворця, сповідника, ігумена Триглійського.
- Преподобномученика Євстратія Києво-Печерського, в Ближніх печерах.
- Мучеників Іони, Варахисія та інших з ними.
- Мученика Бояна, князя Болгарського.

### Іменини
✙ Православні: Іларіон, Стефан
✝  Католицькі:

## Події
- 37 — після смерті Тиберія Калігула прибув до Риму й отримав від сенату найвищі повноваження
- 1566 — великий магістр Ордену госпітальєрів Жан Парізо де ла Валетт заснував місто Валлетту на Мальті
- 1842 — під орудою Отто Ніколаї Віденський філармонічний оркестр дав перший концерт
- 1842 — у Львові відкрився театр Станіслава Скарбека, на той час третій за розміром у Європі
- 1876 — японський уряд заборонив самураям носити мечі
- 1910 — Анрі Фабр здійснив перший успішний політ на гідроплані в Етан-де-Берр на півдні Франції. До нього такі літаки будували Альфонс Пено, Вільгельм Кресс, Габріель Вуазен
- 1930 — у Туреччині замість «грецьких» назв міст Константинополь і Ангора затверджені офіційні турецькі назви: Стамбул та Анкара
- 1939 — після 2,5-річної облоги[en] Франсіско Франко взяв Мадрид
- 1942 — успішний рейд британських командос на сухий док у Сен-Назері в окупованій Франції
- 1979 — часткове розплавлення реактора АЕС Три-Майл-Айленд (штат Пенсільванія) стало найбільшою аварією в атомній енергетиці США
- 1980 — Указом Президії Верховної Ради СРСР затверджено Положення про звання Народного артиста СРСР
- 2004 — у ніч з 28 на 29 березня разом із переходом на літній час стартувала Громадянська кампанія ПОРА!
- 2008 — Українська Вікіпедія сягнула обсягу в 100 000 статей.

## Народились

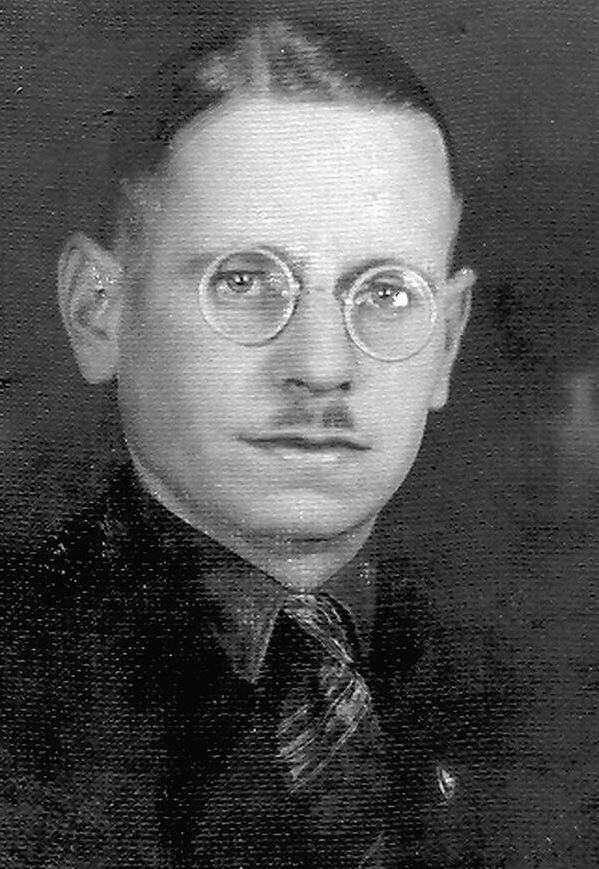
Микола Сціборський

Дивись також Категорія:Народились 28 березня
- 1472 — Фра Бартоломео, італійський художник, представник Високого Відродження.
- 1483 — Рафаель Санті, італійський митець епохи Ренесансу (припускають також 6 квітня);
- 1592 — Ян Амос Коменський, чеський мислитель, педагог, письменник.
- 1660 — Арнольд Гаубракен, нідерландський художник і історіограф.
- 1709 — Олексій Розумовський, граф, генерал-фельдмаршал українського походження, лобіст українських інтересів при царському дворі. За його активної участі відновлено Київську митрополію і проголошено царську грамоту про обрання гетьманом його брата Кирила Розумовського.
- 1766 — Йозеф Вайгль, австрійський композитор і диригент.
- 1800 — Тамбуріні Антоніо, видатний італійський співак (драматичний баритон).
- 1809 — Джордж Річмонд, англійський художник.
- 1838 — Лоран Жан-Поль, французький живописець, скульптор і графік.
- 1862 — Арістид Бріан, французький політичний і державний діяч.
- 1898 — Микола Сціборський, діяч УНР та ОУН, чільний теоретик українського націоналізму.
- 1897 — Віктор Міллз, американський інженер, що придумав памперси.
- 1905 — Георгій Авраменко, український актор і режисер.
- 1912 — Олекса Гірник, український дисидент, політв'язень, Герой України. Вчинив самоспалення у знак протесту проти русифікації.
- 1925 — Дмитро Гнатюк, український оперний співак.
- 1925 — Інокентій Смоктуновський, радянський актор.
- 1928 — Збігнєв Бжезінський, американський геостратег, політолог;
- 1933 — Юрій-Богдан Шухевич, Герой України, дисидент, політичний та громадський діяч, син командувача УПА Романа Шухевича, депутат Верховної Ради України VIII скликання;
- 1936 — Маріо Варгас Льйоса, перуанський письменник, лауреат Нобелівської премії з літератури;
- 1938 — Олесь Лупій, український поет, прозаїк, драматург, сценарист;
- 1950 — Віктор Стельмах, український поет, член Національної спілки письменників України.
- 1961 — Юрій Лукомський, український археолог, дослідник давнього Галича й архітектури княжої доби.

## Померли
Дивись також Категорія:Померли 28 березня
- 1241 — Вальдемар II, король Данії, князь Естонії, нащадок великих князів Київських.
- 1482 — Лукреція Торнабуоні, італійська поетеса епохи Відродження, патронеса мистецтв і благодійниця. Мати Лоренцо Медічі.
- 1687 — Константин Гюйгенс, нідерландський поет, композитор і науковець доби Ренесансу («золотого століття Нідерландів»).
- 1712 — Ян ван дер Гейден, нідерландський художник епохи бароко і винахідник.
- 1727 — Жан-Батіст Бютерн, французький органіст.
- 1836 — Антонін Рейха, чеський і французький композитор, теоретик музики, педагог.
- 1933 — Фрідріх Цандер, радянський піонер ракетної техніки і космонавтики.
- 1934 — Махмуд Мухтар, єгипетський скульптор, вважається «батьком» модерної єгипетської скульптури.
- 1941 — Вірджинія Вулф, британська письменниця, літературний критик. Провідна фігура модерністської літератури першої половини XX століття.
- 1943 — Сергій Рахманінов, російський композитор, піаніст і диригент.
- 1956 — Томас де Гартман, український композитор, піаніст.
- 1957 — Джек Батлер Єйтс, ірландський художник і письменник.
- 1958 — Вільям Генді, американський вокаліст, композитор, автор і виконавець блюзів — прозваний «Батьком Блюзу».
- 1969 — Двайт Ейзенхауер, американський військовий і державний діяч, 34 президент США
- 1985 — Марк Шагал, білоруський і французький художник-авангардист єврейського походження.
- 1994 — Ежен Йонеско, румунський і французький письменник, драматург.
- 2004 — Пітер Устінов, британський актор театру та кіно, кінорежисер, постановник опер і драматичних вистав, драматург, сценарист, письменник, газетний та журнальний колумніст, теле- та радіоведучий, продюсер. Лауреат премій «Оскар», «Еммі», «Греммі», BAFTA, командор Ордена Британської імперії.
- 2016 — Нана Мчедлідзе, грузинська акторка, сценарист, режисер.